# マウロ・シルベイラ
マウロ・サンティアゴ・シルベイラ・ラクエスタ（Mauro Santiago Silveira Lacuesta 、2000年5月6日 - ）は、ウルグアイ・モンテビデオ出身のプロサッカー選手。ウルグアイ・プリメーラ・ディビシオン・モンテビデオ・ワンダラーズ所属。ポジションは、ゴールキーパー。